# Kim Jong-un
Kim Jong-un [kiːm.t͡ɕʌ̹ŋ.ɯn] (* 8. Januar 1984 in Pjöngjang) ist der Vorsitzende des Komitees für Staatsangelegenheiten der DVRK, Oberbefehlshaber der Koreanischen Volksarmee und Generalsekretär der Partei der Arbeit Koreas sowie seit dem 29. Dezember 2011 der „Oberste Führer“ der Demokratischen Volksrepublik Korea (Nordkorea). Er ist der dritte und jüngste Sohn seines am 17. Dezember 2011 verstorbenen Vorgängers Kim Jong-il und dessen dritter Ehefrau Ko Yong-hi. Seit dem Tod seines Vaters ist er diktatorischer Alleinherrscher des Landes.
Kim Jong-un folgte seinem Vater nach dessen Tod in den Führungspositionen nach. Bereits am 27. September 2010 war er zum Armeegeneral ernannt worden. Am 18. Juli 2012 erfolgte die Beförderung in den Rang eines Marschalls (Wonsu), womit Kim Jong-un den gleichen militärischen Rang bekleidet, den sein verstorbener Vater zuletzt innehatte.

## Leben bis 2007

### Frühe Jahre
Über Kim Jong-uns Leben ist wenig bekannt, was zu vielen Spekulationen geführt hat. Eine Tante mütterlicherseits stellte im Jahr 1998 klar, dass er 1984 geboren wurde. Zuvor war lange spekuliert worden, ob 1983 oder 1984 sein Geburtsjahr sei. Als offizielles Geburtsdatum galt zunächst der 8. Januar 1983. Als er als Nachfolger seines Vaters feststand, verlegte Nordkorea das Geburtsjahr auf 1982 zurück, damit es, wie auch das angebliche seines Vaters (1942), mit demjenigen des 1912 geborenen Republikgründers Kim Il-sung in Einklang steht. Kim Jong-un wäre demnach im Jahr 2012, in das der hundertste Geburtstag Kim Il-sungs fällt, dreißig geworden. Dem wird symbolische Bedeutung zugeschrieben, da das Jahr 2012 offiziell zum Jahr erklärt wurde, in dem Nordkorea eine „große und reiche Nation“ werde. Kim Jong-uns Mutter, Ko Yong-hi, war eine in Japan geborene koreanische Tänzerin und gilt als dritte Ehefrau Kim Jong-ils. Sie starb 2004 an Krebs.
Kim soll nach Angaben seiner Tante an seinem achten Geburtstag eine Generalsuniform als Geschenk erhalten und echte Generäle ihm von dem Zeitpunkt an Respekt bezeugt haben. Seitdem wäre ihm bewusst gewesen, dass er eines Tages der Führer Nordkoreas sein würde. Kim Jong-un soll in den frühen 1990er Jahren mit seinem Bruder und vermutlich mit seiner Mutter nach Japan gereist sein.

### Ausbildung

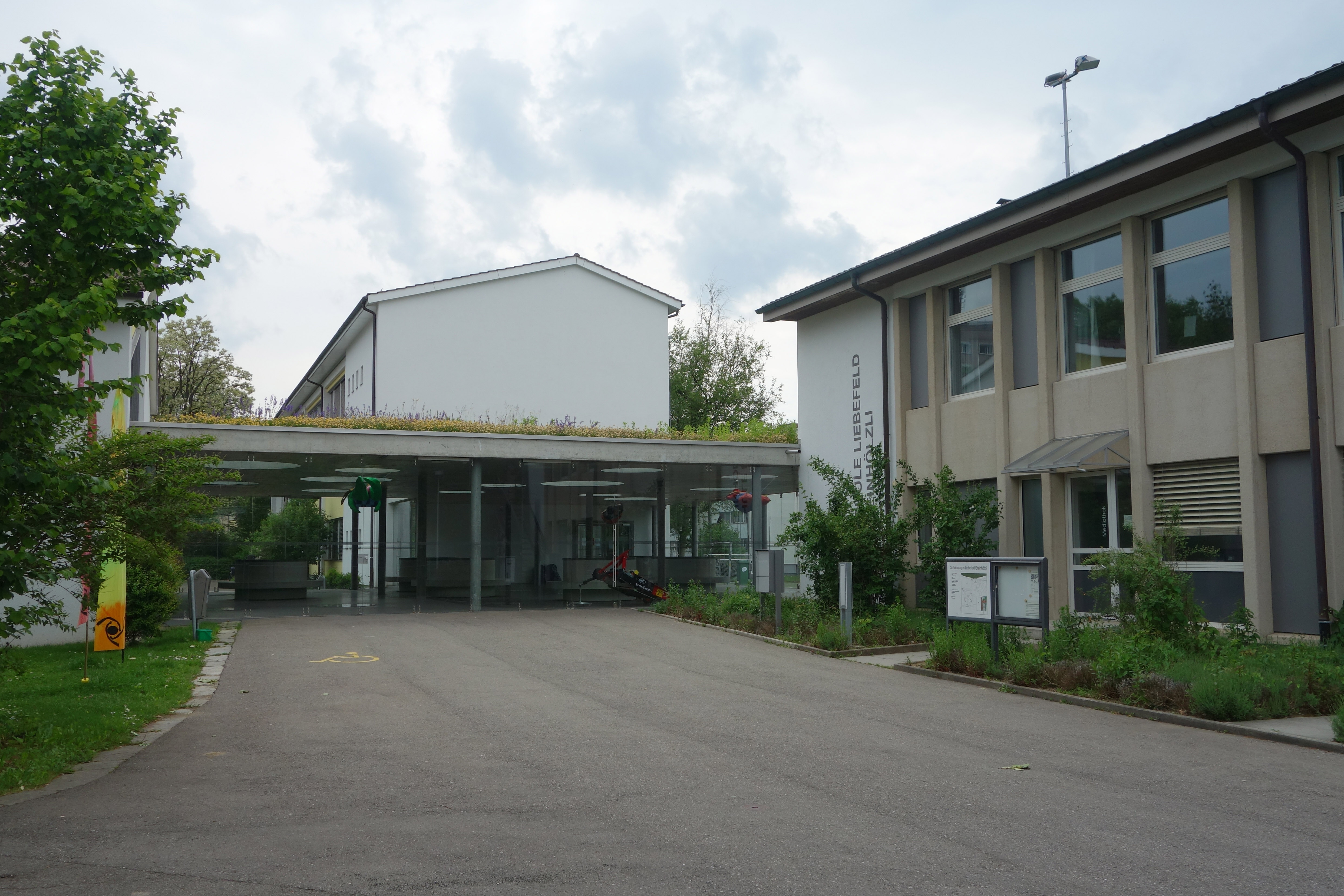
Die öffentliche Schule Liebefeld-Steinhölzli in Köniz, Schweiz, die Kim Jong-un Medienberichten zufolge besucht haben soll

Nach ursprünglich japanischen Zeitungsberichten, die weltweit Echo fanden, soll Kim Jong-un in der Schweiz, in der Nähe von Bern, zur Schule gegangen sein. Zunächst wurde berichtet, Kim Jong-un habe unter dem Namen „Chol-pak“, „Pak-chol“ oder „Pak Un“ als angeblicher Sohn eines Angestellten der nordkoreanischen Botschaft von 1993 bis 1998 die private „International School“ (ISB) in Gümligen bei Bern besucht, die er 1998 ohne Abschluss abrupt verließ. Er sei schüchtern gewesen, mit allen gut ausgekommen und als Basketball-Fan und guter Schüler aufgefallen. Außerdem habe ihn immer ein älterer Schüler begleitet, der als Leibwächter betrachtet wurde. Später hieß es, Kim Jong-un habe unter dem Namen „Pak-un“ oder „Un-pak“ von 1998 bis 2000 als vermeintlicher Sohn eines nordkoreanischen Botschaftsangestellten die öffentliche Schule Liebefeld-Steinhölzli in Köniz bei Bern besucht. Die Behörden von Köniz bestätigten, dass von August 1998 bis Herbst 2000 ein als Sohn eines Botschaftsangestellten angemeldeter Jugendlicher aus Nordkorea die Schule besucht habe, konnten über seine Identität jedoch keine Angaben machen. Er sei zuerst in eine Sonderklasse für fremdsprachige Kinder eingeteilt gewesen und habe danach in die Regelklasse des 6. Schuljahres gewechselt und das 7., 8. sowie einen Teil des 9. Schuljahres absolviert. Im Herbst 2000 habe er sich kurzfristig von der Schule abgemeldet. Er sei gut integriert, fleißig und ehrgeizig gewesen und habe gern Basketball gespielt. Seine Tante gab sich in seiner Zeit in der Schweiz als seine Mutter aus und beschrieb ihn als basketballverrückt und schlechten Schüler. Ein Mitschüler hat sich Journalisten gegenüber ausführlich über seinen damaligen Schulfreund geäußert, ihn als Außenseiter beschrieben und behauptet, er habe sich ihm gegenüber als Sohn des nordkoreanischen Machthabers zu erkennen gegeben.
Pak-un könnte Kim Jong-un gewesen sein, während Pak-chol nicht wie ursprünglich angenommen Kim Jong-un, sondern dessen älterer Bruder Kim Jong-chol gewesen sein dürfte. Ob der als Pak-un gemeldete Schüler bereits im November 1991 in der Schweiz gelebt hat, ist nicht bekannt. Die Basler Zeitung etwa meint, er sei schon seit 1992 in Bern-Liebefeld zur Schule gegangen, während andere Medien davon ausgehen, er habe vorher die Internationale Schule in Gümligen besucht.
Im Auftrag der SonntagsZeitung untersuchte der Anthropologe Raoul Perrot von der Universität Lyon zwei Fotografien: eine des Schülers Pak-un aus dem Jahre 1999 im Kreise seiner Klassenkameraden der Schule Liebefeld Steinhölzli in Köniz und eine von Kim Jong-un aus dem Jahr 2012. Der morphologische Gesichtsvergleich – bestehend aus einer Analyse von 38 Distanzverhältnissen zwischen Fixpunkten des Gesichts – ergab eine Übereinstimmung von 95 % zwischen den beiden Aufnahmen. Perrot hält dies für einen Beweis dafür, dass Pak-un identisch mit Kim Jong-un ist. Die Abweichung von 5 % erklärt er mit der Alterung und der Gewichtszunahme der untersuchten Person.
Weiter behauptet die SonntagsZeitung, sie verfüge über detaillierte Kenntnisse der Schulnoten von Kim Jong-un. Der Schüler habe während der ersten beiden Semester eine Klasse für Fremdsprachige besucht, danach eine Regelklasse. Der Bericht verweist auf das Erreichen der Note 4 (genügend) in Mathematik, Deutsch und Englisch, der Note 5 (gut) in Sport und Musik sowie der Note 3,5 im Fach Naturwissenschaften. Der Schüler habe in seinem ersten Jahr im Schulhaus Steinhölzli 75 und im zweiten Jahr 105 Fehltage gehabt. In der Kirchstrasse 10 nahe der Schule habe er mit Koch, Lehrer, Dienstmädchen und Fahrer gewohnt. Ein ehemaliger Mitschüler wird zitiert, sein Klassenkamerad habe gerne und oft Basketball gespielt und dabei immer im Zentrum der Aufmerksamkeit der asiatischen Zuschauer gestanden. Jeder Korbwurf sei voller Bewunderung mit Applaus bedacht worden. Mit den koreanischen Personen in seinem Umfeld habe er in der Öffentlichkeit kaum gesprochen und ihnen keine Befehle erteilt, ihren Gehorsam aber auch ohne Worte erhalten.
Beim innerkoreanischen Gipfeltreffen zwischen Kim Jong-un und dem südkoreanischen Präsidenten Moon Jae-in wurden am 27. April 2018 beim Abendessen unter anderem Rösti und zur Nachspeise ein Greyerzer Käsekuchen serviert, gemäß dem Blauen Haus eine Erinnerung an seine Schweizer Kindheit.
Trotz dieser Indizien ist es unter Beobachtern umstritten, ob Kim Jong-un tatsächlich in der Schweiz zur Schule ging oder zu Hause in Pjöngjang unterrichtet wurde. Weitgehend Einigkeit herrscht jedoch darüber, dass er von 2002 bis 2007 in Pjöngjang die Kim-Il-sung-Universität besuchte.

## Übernahme von Führungsposten
Seit Juni 2009 wurde Kim Jong-un als wahrscheinlicher Nachfolger seines Vaters gehandelt. Ob die Nachfolge von der Partei der Arbeit Koreas, der Familie oder einem anderen Organ beschlossen wurde, ist nicht bekannt. Es hieß, Kim Jong-il habe von staatlichen Stellen eine förmliche Loyalitätsbekundung zugunsten Kim Jong-uns gefordert. Am 24. Juni 2009 berichtete die südkoreanische Zeitung Dong-a Ilbo, Kim Jong-un habe auf Betreiben seines Vaters die Leitung des nordkoreanischen Geheimdienstes übernommen.

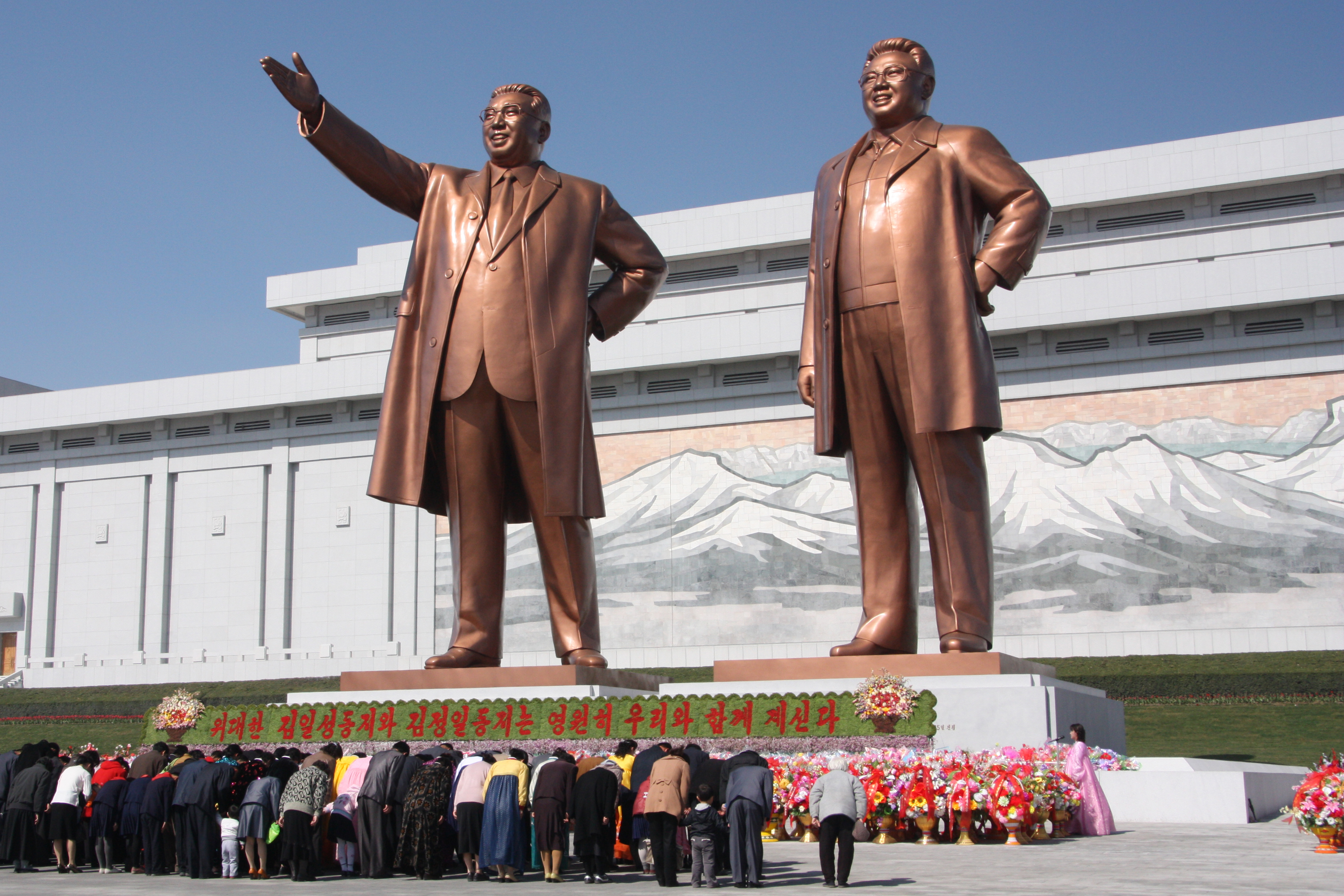
Großmonument Mansudae: Inzwischen veränderte Doppelstatue von Kim Il-sung und Kim Jong-il

Die mögliche Machtübertragung wurde durch die Ernennung Kim Jong-uns zum General am 27. September 2010 bekräftigt. Bevor Kim Jong-il die Macht von seinem Vater übernahm, war er ebenfalls in den Rang eines Generals erhoben worden. Gemeinsam mit Kim Jong-un wurde seine Tante Kim Kyŏng-hŭi zum General ernannt. Zudem wurde Kim Jong-un im Zuge der III. Parteikonferenz der PdAK am 28. September 2010 in das Zentralkomitee der Partei berufen und ist stellvertretender Vorsitzender der Militärkommission. Erst nach dem Tod Kim Jong-ils meldete KCNA, dass Kim Jong-un auf Geheiß seines Vaters bereits am 8. Oktober 2011 das Oberkommando über die Koreanische Volksarmee übertragen worden sei.
Nach dem Tod seines Vaters wurde Kim Jong-un am 19. Dezember 2011 von der KCNA als „großartiger Nachfolger und Führer von Partei, Armee und Volk“ bezeichnet, dem Volk und Militär „treu die Ehre erweisen“ müssten. Nach Ende der offiziellen Trauerzeit um seinen Vater wurde Kim Jong-un am 29. Dezember 2011 von Kim Yŏng-nam, dem protokollarischen Staatsoberhaupt des Landes, während einer öffentlichen Zeremonie auf dem Kim-Il-sung-Platz zum „obersten Führer“ der Partei und des Militärs ausgerufen. Als „obersten Führer der Partei, des Staates und der Armee“ bezeichnete ihn auch die KCNA.
Am 11. April 2012 wurde er auf der IV. Parteikonferenz der Partei der Arbeit Koreas zum Ersten Sekretär und damit offiziell zum Parteiführer gewählt. Am 13. April 2012 wählte ihn die Oberste Volksversammlung der DVRK zum Ersten Vorsitzenden des Nationalen Verteidigungskomitees der DVRK.

## Regierungszeit
Zunächst hatte es nicht den Anschein, als ob sich ein Kurswechsel in der nordkoreanischen Politik abzeichnen würde. Im Leitartikel zum Neujahr 2012 wurde die Bevölkerung aufgerufen, Kim Jong-un „bis zum Tod“ zu verteidigen. Nachdem Südkorea Truppen in Alarmbereitschaft versetzt hatte, wurde dessen Präsident Lee Myung-bak als „proamerikanischer faschistischer Irrer“ bezeichnet. Insbesondere die Mediendarstellung Kim Jong-uns ähnelt der seiner Vorgänger. In einem TV-Beitrag zu seinem Geburtstag wurde er als „militärisches Genie“ bezeichnet, das bereits mit 16 Jahren Abhandlungen über Militärstrategien verfasst habe. Er habe seit seiner Jugend selten gegessen und wenig geschlafen, um zu lernen. Ein Beitrag im nordkoreanischen Fernsehen zeigte ihn im April 2009 bei einem Besuch eines Raketenkontrollzentrums, als ein umstrittener Raketentest durchgeführt wurde. Dabei drohte er dem Westen mit Krieg, falls die Rakete abgeschossen werden sollte.

### Innenpolitik

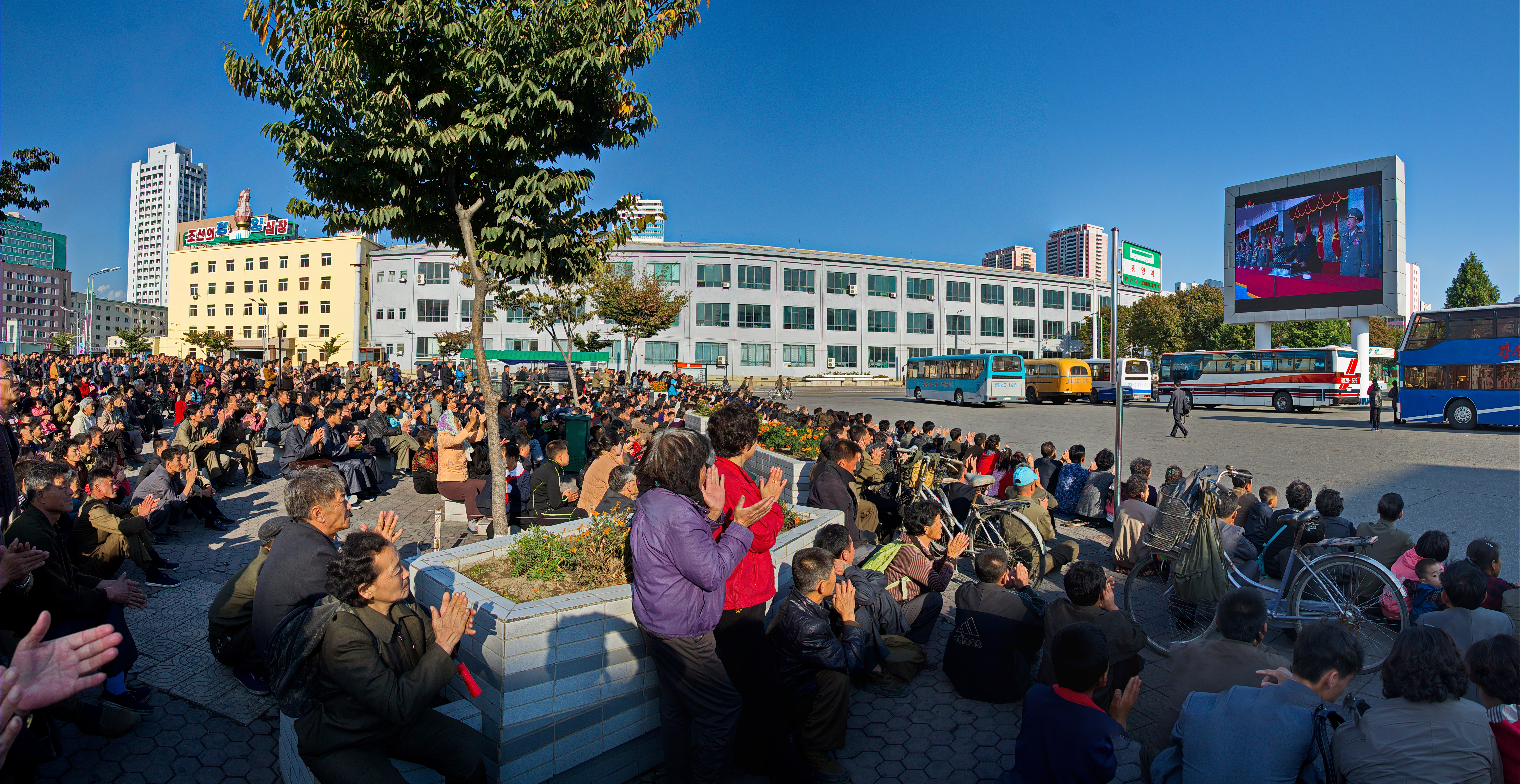
Pjöngjang 2015

Kim Jong-un hielt am 1. Januar 2013 eine im Koreanischen Staatsfernsehen ausgestrahlte Neujahrsansprache, die erste seit 19 Jahren. Er nahm damit die Tradition einer Neujahrsansprache von Kim Il-sung wieder auf. Unter der Herrschaft Kim Jong-ils wurden die programmatischen Staatsziele am Anfang jedes Jahres in identischem Wortlaut in Leitartikeln in den drei führenden Zeitungen des Landes veröffentlicht. Kim Jong-un sprach in seiner Neujahrsrede von einem bevorstehenden „radikalen“ Wechsel für das Land, von einer möglichen Beendigung der „Konfrontation“ mit Südkorea und von einer Erhöhung des Lebensstandards der Bevölkerung, die u. a. mit wirtschaftlichem Aufschwung in der Landwirtschaft und der Leichtindustrie einhergehen soll. Im Widerspruch insbesondere zur Beendigung des Konflikts mit Südkorea steht seine Forderung, bessere Waffen zu entwickeln und die militärische Stärke Nordkoreas weiter auszubauen. Erstmals fand in Pjöngjang auch eine große Neujahrsfeier für die Bevölkerung statt. Einige Gesetze wurden gelockert, so ist es z. B. nun Ausländern erlaubt, das Handy und das Internet zu benutzen.
Kim Jong-un unternimmt, wie zuvor schon sein Vater, ausgedehnte Inspektionstouren („Vor-Ort-Anleitungen“) im ganzen Land. Er ließ alle Bezüge zu Karl Marx und Lenin aus dem Stadtbild von Pjöngjang sowie aus der nordkoreanischen Verfassung entfernen. Ende September 2012 erlaubte Kim Jong-un erstmals Bauern, Teile ihrer Ernte zu verkaufen.
Im Januar 2014 setzte Kim für den 9. März 2014 eine Wahl des nordkoreanischen Parlaments an. Bei dieser Wahl wurden alle Kandidaten mit 100 % gewählt, die Wahlbeteiligung lag offiziellen Angaben zufolge bei 99,97 %.

### „Säuberungsaktionen“ und Machtkämpfe
Nach Ansicht einiger westlicher Beobachter gibt es seit der Machtübernahme Kim Jong-uns Anzeichen dafür, dass dieser seine Machtposition innerhalb der nordkoreanischen Führung durch Ausschaltung eventueller Konkurrenten konsolidieren möchte. Die sieben Personen, die 2011 den Sarg des verstorbenen Kim Jong-il zu Grabe getragen hatten (was in Diktaturen sowjetischer Prägung immer ein Kennzeichen für eine besondere Machtposition war), sind seit 2011 alle entweder exekutiert worden oder nicht mehr in der Öffentlichkeit zu sehen gewesen. Der BBC-Korrespondent Stephen Evans in Seoul verglich diese Politik mit den stalinschen Säuberungen der 1930er Jahre. Offensichtlich sei die Führung um Kim Jong-un nicht stabil. Kim wolle mit seinen Aktionen – wie Stalin – seine Allgewalt über Leben und Tod von Personen auch aus seiner engsten Umgebung demonstrieren und mögliche Konkurrenten frühzeitig aus dem Weg räumen. Möglicherweise sei er auch – ebenso wie Stalin – von einer Paranoia besessen und wittere überall Verschwörungen. Da das abgeschottete Nordkorea die Berichte über Hinrichtungen – von Ausnahmen abgesehen – weder dementiert noch bestätigt, ist die westliche Berichterstattung auf Quellen unbekannter Herkunft angewiesen und muss sich zum Teil mit Vermutungen und Spekulationen behelfen.
Anfang Dezember 2013 gab das Regime die überraschende Entmachtung von Kims angeheiratetem Onkel Jang Song-thaek bekannt. Jang war der Ehemann von Kim Kyŏng-hŭi, der einzigen Schwester Kim Jong-ils. Dieser hatte bis dahin als der zweite Mann im Staat, De-facto-Führer anstelle des erkrankten Kim Jong-il und graue Eminenz gegolten; nun verlor er alle Ämter und wurde Tage darauf hingerichtet. Es handelte sich dabei um die erste derartig harte Verurteilung und Hinrichtung eines hochrangigen Funktionärs seit den 1950er Jahren, als Kim Il-sung seine Vormachtstellung erst errichtet hatte. Im Jahre 2014 erfolgte die Hinrichtung von Jon Yong-jin und O Sang-hon. Am 30. April 2015 ließ Kim möglicherweise seinen Verteidigungsminister Hyon Yong-chol wegen „Untreue und Respektlosigkeit“ hinrichten. Im Juli 2015 berichtete die südkoreanische Nachrichtenagentur Yonhap, dass der Vize-Premierminister Choe Yong-gon im Mai 2015 auf Befehl Kim Jong-uns hingerichtet worden sei. Nach Angaben des südkoreanischen Wiedervereinigungs-Ministeriums war Choe zuletzt im Dezember 2014 in der Öffentlichkeit zu sehen gewesen. Choe soll Kritik an der Politik Kims zur Wiederaufforstung in Nordkorea geäußert haben. Bestätigungen oder Dementis zu diesen Berichten gab es von nordkoreanischer Seite nicht.
Am 10. Februar 2016 berichteten südkoreanische Medien, dass der Chef des Generalstabs Ri Yong-gil hingerichtet worden sei. Ri war seit Anfang des Jahres nicht mehr in der Öffentlichkeit zu sehen gewesen. Ihm seien angeblich Korruption und „Bildung verschwörerischer Gruppen“ zur Last gelegt worden. Jedoch erwiesen sich diese „Informationen“ später als nicht der Wahrheit entsprechend.
Im Januar 2017 entließ Kim seinen Sicherheitsminister Kim Won-hong. Diesem wurden Korruption, Machtmissbrauch und Menschenrechtsverletzungen vorgeworfen.

### Menschenrechtsverletzungen
Nach Berichten westlicher Medien werden Verletzungen von Menschenrechten, wie sie in Nordkorea unter der Herrschaft Kim Jong-ils begangen worden seien, unter der Führung von Kim Jong-un unter anderem dadurch fortgesetzt, dass Flüchtlinge an der Grenze erschossen, Menschen öffentlich hingerichtet und andere in Internierungslagern gefangen gehalten werden.

### Außenpolitik

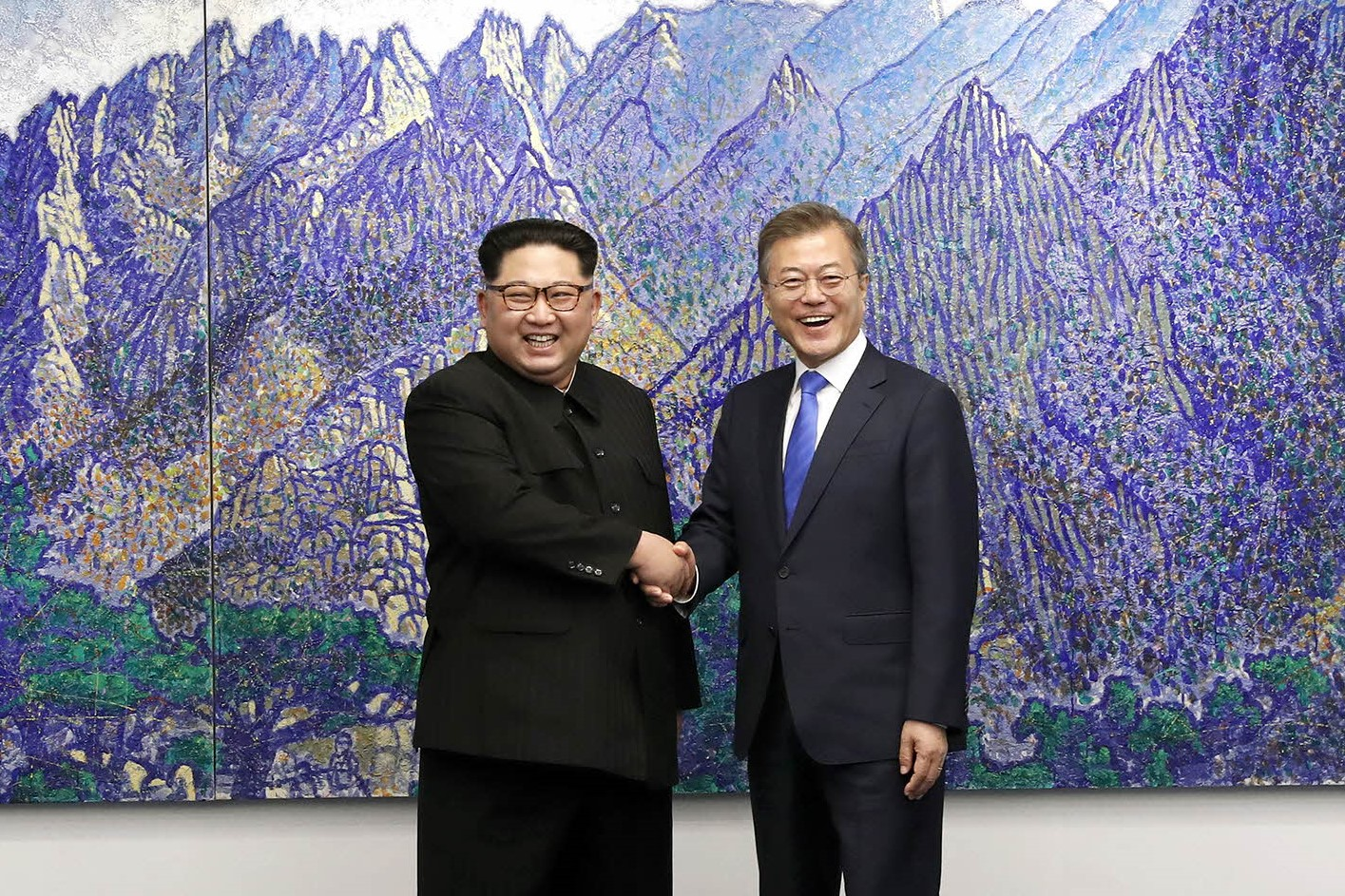
Kim Jong-un mit dem südkoreanischen Staatspräsidenten Moon Jae-in am 27. April 2018

Verschärfte Sanktionen gegen das Land, mit denen der UN-Sicherheitsrat 2013 auf nordkoreanische Tests mit Langstreckenraketen reagiert hatte, führten in der Folge zu einer erneuten Zuspitzung des Koreakonflikts.
Bei einem außerordentlichen Treffen mit seinen höchsten Verteidigungsfunktionären am 26. Januar 2013 gab Kim Anweisungen zur Vorbereitung eines erneuten Atomtests und verkündete das Kriegsrecht in Nordkorea, das am 29. Januar in Kraft trat.
Im März 2013 kündigte Kim Jong-un die Annullierung des Waffenstillstandsvertrags von 1953 an und drohte mit einem Angriff auf die südkoreanischen Insel Baengnyeongdo, die bereits zuvor zum Schauplatz zahlreicher militärischer Auseinandersetzungen geworden war. Kurz darauf verkündete Kim Jong-un, Nordkorea befinde sich nun mit Südkorea im Kriegszustand (de jure wurde der Kriegszustand seit dem Koreakrieg ohnehin nie aufgehoben) und drohte den Vereinigten Staaten erstmals mit einem „nuklearen Präventivschlag“. Bei dem Besuch einer Artillerieeinheit unweit der Südgrenze am 11. März 2013 sprach er zu den Soldaten: „Wenn der Befehl ergeht, sollt ihr die Hüften der Feinde brechen, ihre Luftröhren vollständig durchschneiden und ihnen zeigen, wie ein richtiger Krieg aussieht.“ Experten vermuteten, dass die neuerlichen Kriegsgebärden möglicherweise die Hardliner unter den Militärfunktionären beschwichtigen und hinter Kim scharen sollten, damit wirtschaftliche Reformen möglich würden, sowie die USA dazu bringen sollten, Gesprächen und einer Lockerung der Embargos zuzustimmen. Im April 2013 schloss Nordkorea zudem vorübergehend die Sonderwirtschaftszone Kaesŏng, obwohl dies massive Devisenverluste bedeutete.
Die internationale Staatengemeinschaft, darunter auch die Volksrepublik China (eigentlich ein Verbündeter Nordkoreas), verurteilten diese erneuten Drohgebärden scharf und mahnten Nordkorea zur Mäßigung. Die Vereinigten Staaten hielten die Drohungen zwar überwiegend für Kriegsrhetorik, nahmen die Gefahr aber dennoch ernst und wollten daher weitere Raketenabwehrstationen auf ihren Pazifikinseln, wie Guam, errichten, um einem möglichen Angriff zuvorzukommen.
Im Juni 2013 begann die Lage sich zu entspannen. So wurde am 7. Juni die Telefonverbindung zu Südkorea wiederhergestellt und ein Treffen vereinbart. Ab Februar 2015 stieg die Spannung zwischen den Vereinigten Staaten von Amerika und Nordkorea wieder an. Kampfübungen Nordkoreas in der achten Kalenderwoche 2015 spezialisierten sich gegen Angriffe der USA, laut nordkoreanischen Medien. Entgegen den Aussagen der USA beschuldigte Nordkorea die USA, Angriffsabsichten zu hegen. Kim Jong-un ermahnte die nordkoreanischen Truppen daher zur Kampfbereitschaft.
Nach mehreren Medienberichten war geplant, dass Kim Jong-un die Siegesparade in Moskau am 9. Mai 2015 besuchen würde. Das wäre seine erste offizielle Auslandsreise seit seinem Amtsantritt gewesen. Jedoch sagte er die Reise kurzfristig wegen innerkoreanischer Angelegenheiten ab und schickte seinen Vertreter Kim Yŏng-nam nach Moskau.
Seit August 2017 dürfen Bürger der Vereinigten Staaten nach einem Beschluss von US-Präsident Donald Trump nicht mehr nach Nordkorea reisen. Ausgenommen sind US-Bürger, die zusätzlich einen ausländischen, für Nordkorea gültigen Reisepass besitzen.
Die Europäische Union verschärfte 2017 ihre Sanktionen gegen Nordkorea. Ungeachtet der Sanktionen führte Polen ein Arbeitsmigrationsprogramm fort, bei dem unter Zahlung von Geldern an die nordkoreanische Regierung mehrere hundert sehr gering entlohnte Nordkoreaner befristet auf Baustellen, in Werften und anderswo in Polen eingesetzt werden.
In seiner Neujahrsansprache 2018 sagte Kim, dass der Atomwaffenknopf immer auf seinem Schreibtisch sei und die gesamten USA in Reichweite der nordkoreanischen Kernwaffen liegen. Zwei Tage später kam die Replik des US-Präsidenten Trump, sein Knopf sei größer und zudem funktioniere er auch.
Vom 25. bis 28. März 2018 absolvierte Kim seine erste Auslandsreise und traf dabei in China Staatspräsident Xi Jinping.
Am 27. April 2018 traf sich Kim mit dem südkoreanischen Staatspräsidenten Moon Jae-in. Es war das erste Mal, dass ein nordkoreanisches Staatsoberhaupt südkoreanisches Gebiet betrat. Man sprach in einer Pressekonferenz über Denuklearisierung und bessere Kommunikation zwischen beiden Staaten. Kim bestätigte jedoch nicht den Abbau des Atomwaffenarsenals.

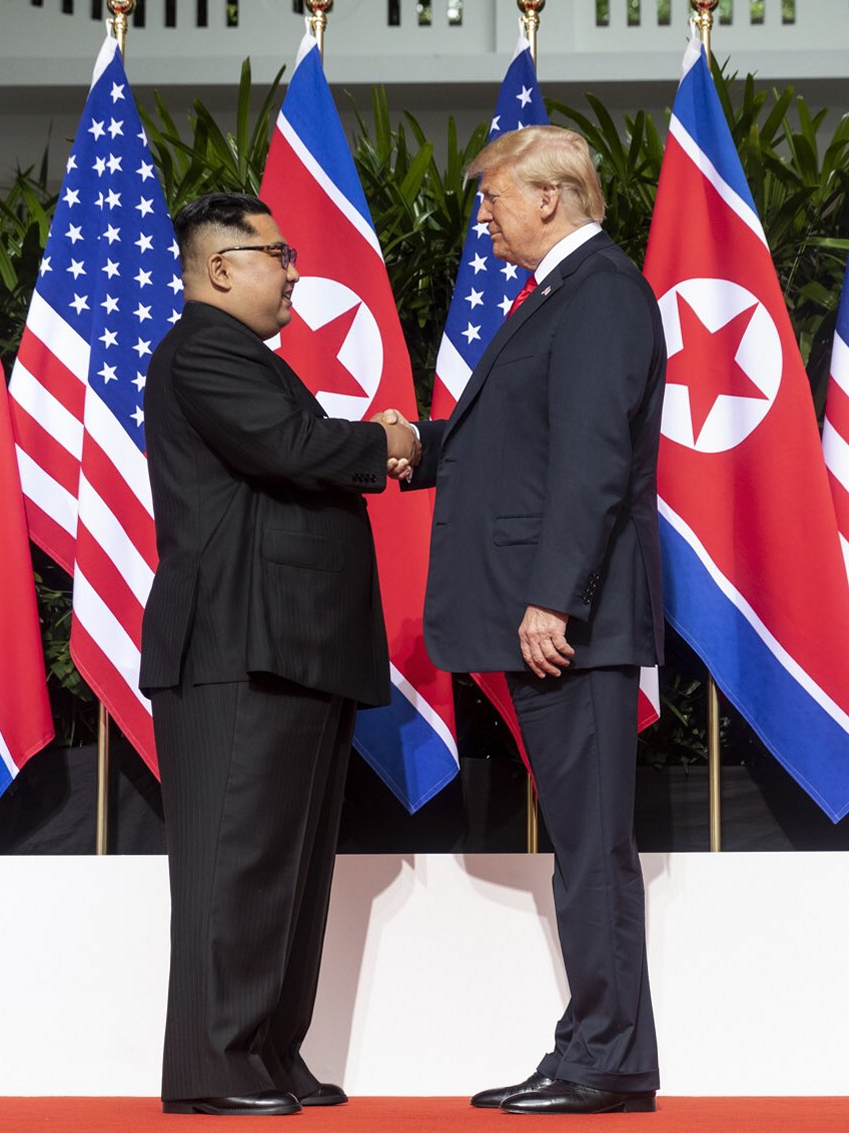
Kim und US-Präsident Donald Trump beim Gipfeltreffen in Singapur im Jahr 2018

Im Rahmen des USA-Nordkorea-Gipfels auf der zu Singapur gehörenden Insel Sentosa traf sich Kim am 12. Juni 2018 mit US-Präsident Donald Trump; dies war das erste Treffen zwischen einem amerikanischen Präsidenten und einem nordkoreanischen Machthaber. Beide unterzeichneten ein Dokument, das Nordkorea zur vollständigen nuklearen Abrüstung verpflichtet. Darüber hinaus wurde vereinbart, die Beziehungen zwischen Nordkorea und den USA sowie Südkorea zu stärken und weiter einen „anhaltenden und stabilen“ Frieden zwischen den Nationen zu etablieren. Es kam zu einem weiteren Gipfel im Februar 2019 in der vietnamesischen Hauptstadt Hanoi. Dieser blieb ergebnislos und wurde in den Medien als Scheitern gewertet. Kim forderte die teilweise Aufhebung der Sanktionen, wozu Trump nicht bereit war. Dennoch bezeichnete er den Gesprächsverlauf als positiv. Weitere Gespräche wurden in Aussicht gestellt, aber es wurde erstmal ruhiger um die aktiven Bestrebungen beider Staaten. Am 30. Juni 2019 traf Donald Trump während seines Südkorea-Besuchs spontan Kim Jong-un an der innerkoreanischen Grenze. Er ist mit der Grenzüberschreitung bei Panmunjeom der erste amtierende US-Präsident, der nordkoreanischen Boden betreten hat. Dabei wurde Kim von Trump ins Weiße Haus eingeladen.
Nach Beginn des russischen Überfalls auf die Ukraine im Februar 2022 war Nordkorea eines der wenigen Länder, die sich bei der Resolution ES-11/1 der UN-Generalversammlung auf Seiten Russlands stellte. Kim machte die „hegemoniale Politik“ der USA für den Krieg verantwortlich und erklärte, die „Volksrepubliken“ Donezk und Luhansk anzuerkennen. Im selben Jahr verkaufte Nordkorea nach Informationen der amerikanischen Regierung Millionen Artilleriegranaten und Raketen an Russland. Nach Einschätzung offizieller US-amerikanischer Stellen führte die Publikmachung dieser geheimen Waffenverkäufe dazu, dass Nordkorea seine Lieferung an Russland verzögerte und die Munition kaum oder gar nicht in der Ukraine eingesetzt wurde.
Im Februar 2024 kündigte Nordkorea nach einer Entscheidung der Obersten Volksversammlung die wirtschaftliche Zusammenarbeit mit Südkorea auf.

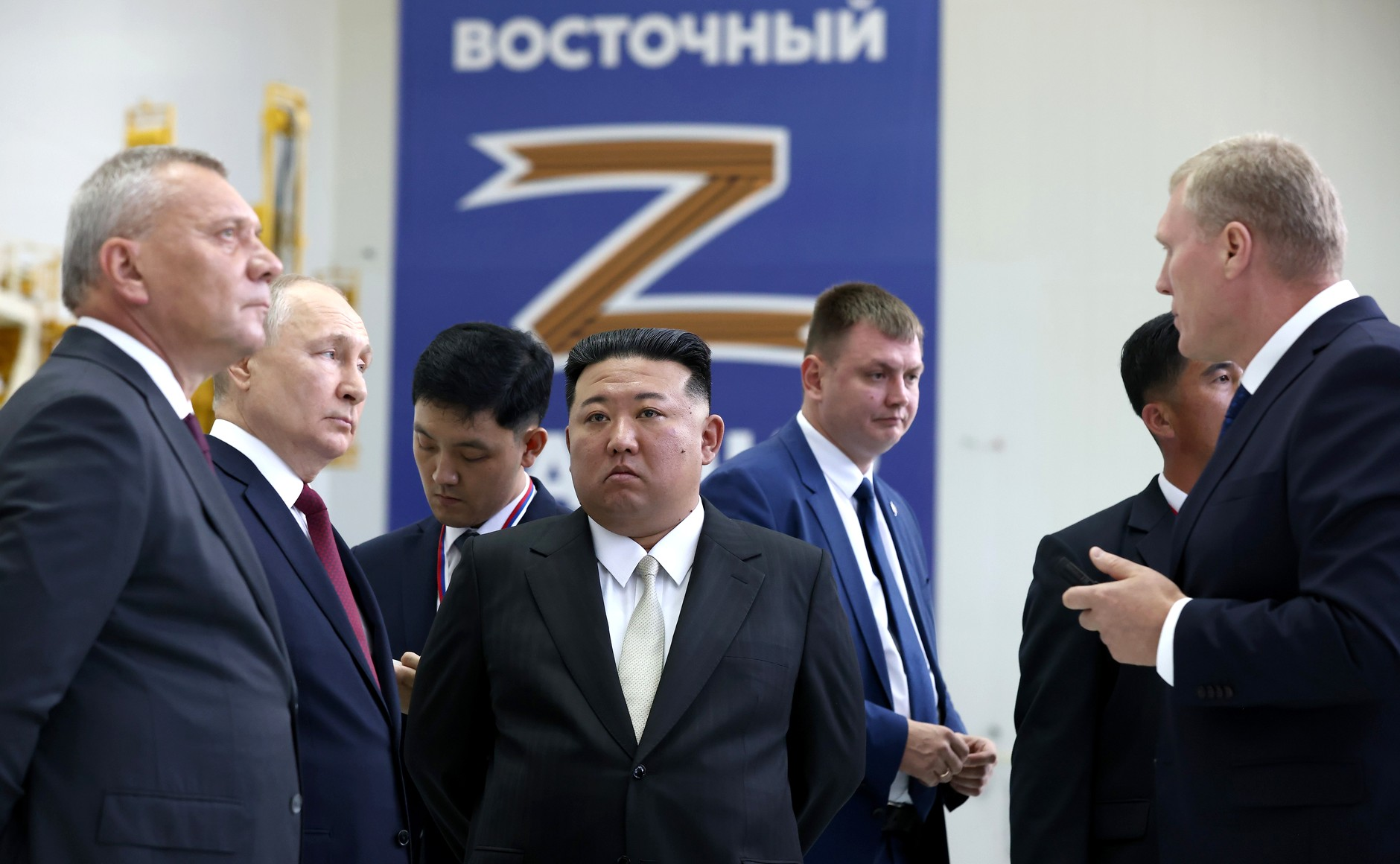
Kim und der russische Staatspräsident Wladimir Putin im Jahr 2023 am Kosmodrom Wostotschny

Im Juni 2024 unterzeichneten Kim und der russische Staatspräsident Wladimir Putin in Pjöngjang einen „Partnerschaftsvertrag“. Dieser sieht einen gegenseitigen Beistand im Falle einer Aggression gegen eine der Vertragsparteien vor. Damit wurde Russland zur zweiten Schutzmacht Nordkoreas, neben der Volksrepublik China. Nordkorea war das einzige Land, von dem Putin Munition in für seine Forderungen ausreichendem Maß bekommen konnte. Im Gegenzug erhielt Nordkorea neben dem Schutzmacht-Versprechen, Lebensmittel, Treibstoff und Medikamente von Russland. Noch im selben Jahr entsandte Nordkorea nach Informationen von Geheimdiensten aus Südkorea, den USA und der Ukraine zwischen 1.500 und 12.000 Soldaten nach Russland oder entschied dies zu tun, um Russland im Kampf gegen die Ukraine zu unterstützen. Dem südkoreanischen Geheimdienst NIS zufolge wurden die nordkoreanischen Soldaten in Russland mit gefälschten russischen Pässen bzw. Identitäten und Uniformen ausgestattet.

## Familie
Kim entstammt der nordkoreanischen Kim-Dynastie. Laut der südkoreanischen Internetzeitung Daily NK kursierte in Nordkorea im Jahr 2011 das Gerücht, Kim Jong-un habe im Vorjahr eine zwei Jahre jüngere Frau geheiratet, die an der Kim-Il-sung-Universität studiert habe. Ihr Vater sei Universitätsprofessor, ihre Mutter Gynäkologin. Kim Jong-uns Onkel Jang Song-thaek habe die Ehefrau für ihn ausgesucht. Im Juli 2012 erschien Kim Jong-un bei mehreren Anlässen in Begleitung einer jungen Frau, was im Ausland die Frage auslöste, ob sie seine Schwester, seine Geliebte oder seine Ehefrau sei. Der südkoreanische Geheimdienst glaubte, bei der Frau handle es sich um die ehemals populäre nordkoreanische Sängerin Hyon Song-wol, die vor kurzem Mutter geworden war. Hyon Song-wol sei zuvor langjährig mit Kim Jong-un liiert gewesen, dessen Vater habe aber 2006 die Trennung verlangt, woraufhin Hyon Song-wol bis 2012 nicht mehr in der Öffentlichkeit gesehen worden sei.
Am 25. Juli 2012 wurde im staatlichen Radio und Fernsehen verlautet, dass Kim Jong-un mit Ehefrau Ri Sol-ju einen Vergnügungspark eingeweiht habe. Dadurch erfuhr die Öffentlichkeit erstmals, dass Kim Jong-un verheiratet ist. Das Datum der Heirat und nähere Angaben zu der Frau wurden nicht mitgeteilt. Verschiedene Medien gaben an, dass es sich um eine Sängerin handele. Ein südkoreanischer Experte behauptete, Kim Jong-uns Vater habe nach einem Schlaganfall im Jahr 2008 die Hochzeit seines Sohnes eilig in die Wege geleitet. Die Hochzeit habe demnach schon 2009 stattgefunden. Der Vater der Ehefrau sei ein Professor, die Mutter Ärztin für Geburtshilfe. Das Paar soll drei Kinder haben, einen 2010 geborenen Sohn, eine 2012 oder 2013 geborene Tochter namens Ju Ae, und ein Kind unbekannten Geschlechts, das 2017 zur Welt gekommen sein soll. Als gesichert kann lediglich die Tochter gelten. Dennis Rodman, den ein freundschaftliches Verhältnis mit Kim verbindet, will das Baby bei seinem Besuch in Nordkorea im Februar 2013 in den Armen gehalten haben. Im November 2022 veröffentlichten Nordkoreas Staatsmedien erstmals Fotos von Kim Jong-uns und Ri Sol-jus gemeinsamer Tochter (Ju Ae).

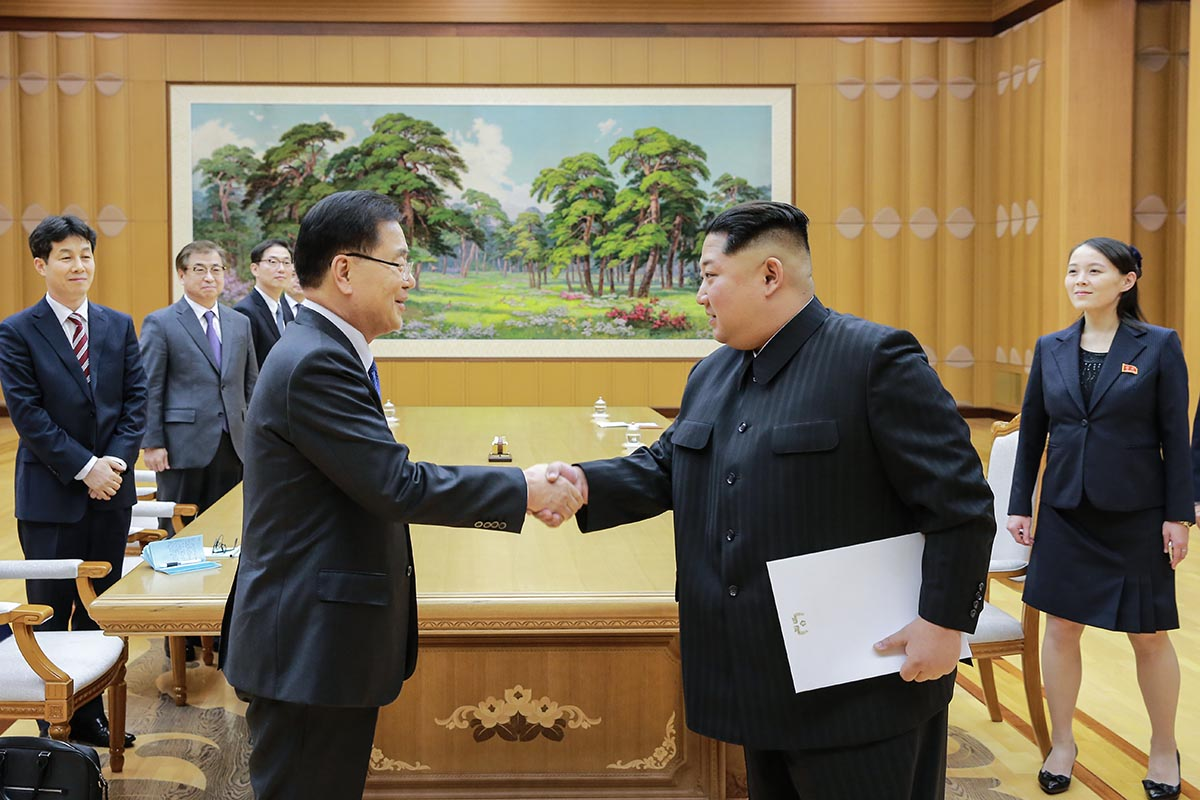
Kim mit dem südkoreanischen Diplomaten Chung Eui-yong im März 2018. Kims Schwester Kim Yo-jong (rechts) soll ihm sehr nahe stehen.

Als enge Vertraute Kims gilt seine jüngere Schwester Kim Yo-jong, Direktorin des Ministeriums für Propaganda und Agitation sowie seit 2016 Mitglied des Zentralkomitees der Partei. Sie spielte eine wesentliche Rolle beim Aufstieg ihres Bruders und begleitet ihn regelmäßig bei seinen inszenierten Besuchen in Kindergärten, Schulen und Fabriken. Die Weltöffentlichkeit wurde auf sie aufmerksam, als sie mit einer hochrangigen Delegation zu der Eröffnung der Olympischen Winterspiele 2018 nach Südkorea entsandt wurde. Dort überbrachte sie dem südkoreanischen Staatspräsidenten Moon Jae-in eine Einladung ihres Bruders, „so bald wie möglich“ nach Pjöngjang zu reisen, und die Botschaft, die Beziehungen zwischen den Bruderstaaten sollten verbessert werden.
Kim Jong-un hat außerdem einen älteren Bruder, Kim Jong-chol (* 1981), und eine ältere Halbschwester, Kim Sol-song (* 1974). Sein 1971 geborener Halbbruder Kim Jong-nam war ursprünglich als voraussichtlicher Nachfolger seines Vaters als Führer Nordkoreas angesehen worden. Er fiel später in Ungnade, ging ins Exil und äußerte sich kritisch über das nordkoreanische Regime. Am 13. Februar 2017 wurde er auf dem Flughafen von Kuala Lumpur durch einen Anschlag mit dem Nervengift VX ermordet. 
| \| \| \| \| \| \| \| \| \| \| \| \| \| \| \| \| \| \| \| \| \| \| \| \| \| \| \| \| \| \| \| \| \| \| \| Kim Bo-hyon 1871–1955 \| \| \| \| \| \| \| \| \| \| \| \| \| \| \| \| \| \| \| \| \| \| \| \| \| \| \| \| \| \| \| \| \| \| \| \| \| \| \| \| \| \| \| \| \| \| \| \| \| \| \| \| \| \| \| \| \| \| \| \| \| \| \| \| \| \| \| \| \| \| \| \| \| \| \| \| \| \| \| \| \| \| \| \| \| \| \| \| \| \| \| \| \| \| \| \| \| \| \| \| \| \| \| \| \| \| \| \| \| \| \| \| \| \| \| \| \| \| \| \| \| \| \| \| \| \| Kim Hyong-jik 1894–1926 \| Kim Hyong-jik 1894–1926 \| Kim Hyong-jik 1894–1926 \| Kim Hyong-jik 1894–1926 \| Kim Hyong-jik 1894–1926 \| Kim Hyong-jik 1894–1926 \| \| \| Kang Pan-sok 1892–1932 \| Kang Pan-sok 1892–1932 \| Kang Pan-sok 1892–1932 \| Kang Pan-sok 1892–1932 \| Kang Pan-sok 1892–1932 \| Kang Pan-sok 1892–1932 \| \| \| \| \| \| \| \| \| \| \| \| \| \| \| \| \| \| \| \| \| \| \| \| \| \| \| \| \| \| \| \| \| \| \| \| \| \| \| \| \| \| \| \| \| \| \| \| \| \| Kim Hyong-jik 1894–1926 \| Kim Hyong-jik 1894–1926 \| Kim Hyong-jik 1894–1926 \| Kim Hyong-jik 1894–1926 \| Kim Hyong-jik 1894–1926 \| Kim Hyong-jik 1894–1926 \| \| \| Kang Pan-sok 1892–1932 \| Kang Pan-sok 1892–1932 \| Kang Pan-sok 1892–1932 \| Kang Pan-sok 1892–1932 \| Kang Pan-sok 1892–1932 \| Kang Pan-sok 1892–1932 \| \| \| \| \| \| \| \| \| \| \| \| \| \| \| \| \| \| \| \| \| \| \| \| \| \| \| \| \| \| \| \| \| \| \| \| \| \| \| \| \| \| \| \| \| \| \| \| \| \| \| \| \| \| \| \| \| \| \| \| \| \| \| \| \| \| \| \| \| \| \| \| \| \| \| \| \| \| \| \| \| \| \| \| \| \| \| \| \| \| \| \| \| \| \| \| \| \| \| \| \| \| \| \| \| \| \| \| \| \| \| \| \| \| \| \| \| \| \| \| \| \| \| \| \| \| \| \| \| \| \| \| \| \| \| \| \| \| \| \| \| \| \| \| \| \| \| \| \| \| \| \| \| \| \| \| \| \| \| \| \| \| \| \| \| \| \| \| \| \| \| \| Kim Jong-suk 1917–1949 \| Kim Jong-suk 1917–1949 \| Kim Jong-suk 1917–1949 \| Kim Jong-suk 1917–1949 \| Kim Jong-suk 1917–1949 \| Kim Jong-suk 1917–1949 \| \| \| Kim Il-sung 1912–1994 \| Kim Il-sung 1912–1994 \| Kim Il-sung 1912–1994 \| Kim Il-sung 1912–1994 \| Kim Il-sung 1912–1994 \| Kim Il-sung 1912–1994 \| \| \| Kim Song-ae 1924–2014 \| Kim Song-ae 1924–2014 \| Kim Song-ae 1924–2014 \| Kim Song-ae 1924–2014 \| Kim Song-ae 1924–2014 \| Kim Song-ae 1924–2014 \| \| \| Kim Yŏng-ju 1920–2021 \| Kim Yŏng-ju 1920–2021 \| Kim Yŏng-ju 1920–2021 \| Kim Yŏng-ju 1920–2021 \| Kim Yŏng-ju 1920–2021 \| Kim Yŏng-ju 1920–2021 \| \| \| \| \| \| \| \| \| \| \| \| \| \| \| \| \| \| \| \| \| \| \| \| \| \| \| \| \| \| \| \| \| \| Kim Jong-suk 1917–1949 \| Kim Jong-suk 1917–1949 \| Kim Jong-suk 1917–1949 \| Kim Jong-suk 1917–1949 \| Kim Jong-suk 1917–1949 \| Kim Jong-suk 1917–1949 \| \| \| Kim Il-sung 1912–1994 \| Kim Il-sung 1912–1994 \| Kim Il-sung 1912–1994 \| Kim Il-sung 1912–1994 \| Kim Il-sung 1912–1994 \| Kim Il-sung 1912–1994 \| \| \| Kim Song-ae 1924–2014 \| Kim Song-ae 1924–2014 \| Kim Song-ae 1924–2014 \| Kim Song-ae 1924–2014 \| Kim Song-ae 1924–2014 \| Kim Song-ae 1924–2014 \| \| \| Kim Yŏng-ju 1920–2021 \| Kim Yŏng-ju 1920–2021 \| Kim Yŏng-ju 1920–2021 \| Kim Yŏng-ju 1920–2021 \| Kim Yŏng-ju 1920–2021 \| Kim Yŏng-ju 1920–2021 \| \| \| \| \| \| \| \| \| \| \| \| \| \| \| \| \| \| \| \| \| \| \| \| \| \| \| \| \| \| \| \| \| \| \| \| \| \| \| \| \| \| \| \| \| \| \| \| \| \| \| \| \| \| \| \| \| \| \| \| \| \| \| \| \| \| \| \| \| \| \| \| \| \| \| \| \| \| \| \| \| \| \| \| \| \| \| \| \| \| \| \| \| \| \| \| \| \| \| \| \| \| \| \| \| \| \| \| \| \| \| \| \| \| \| \| \| \| \| \| \| \| \| \| \| \| \| \| \| \| \| \| \| \| \| \| \| \| \| \| \| \| \| \| \| \| \| \| \| \| \| \| \| \| \| \| \| \| \| \| \| \| \| \| \| \| \| \| \| \| \| \| \| \| \| \| \| \| \| \| \| \| \| \| \| \| \| \| \| \| \| \| \| \| \| \| \| \| \| \| \| \| \| \| \| \| \| \| \| \| \| \| \| \| \| \| \| \| \| \| \| \| \| \| \| \| \| \| \| \| \| \| \| \| \| \| \| \| \| \| \| \| \| \| \| \| \| \| \| \| \| \| \| \| \| \| Kim Young-sook 1947– \| Kim Young-sook 1947– \| Kim Young-sook 1947– \| Kim Young-sook 1947– \| Kim Young-sook 1947– \| Kim Young-sook 1947– \| \| \| Song Hye-rim 1937–2002 \| Song Hye-rim 1937–2002 \| Song Hye-rim 1937–2002 \| Song Hye-rim 1937–2002 \| Song Hye-rim 1937–2002 \| Song Hye-rim 1937–2002 \| \| \| Kim Jong-il 1941[102]–2011 \| Kim Jong-il 1941[102]–2011 \| Kim Jong-il 1941[102]–2011 \| Kim Jong-il 1941[102]–2011 \| Kim Jong-il 1941[102]–2011 \| Kim Jong-il 1941[102]–2011 \| \| \| Ko Yong-hi ca. 1952–2004 \| Ko Yong-hi ca. 1952–2004 \| Ko Yong-hi ca. 1952–2004 \| Ko Yong-hi ca. 1952–2004 \| Ko Yong-hi ca. 1952–2004 \| Ko Yong-hi ca. 1952–2004 \| \| \| Kim Ok 1964– \| Kim Ok 1964– \| Kim Ok 1964– \| Kim Ok 1964– \| Kim Ok 1964– \| Kim Ok 1964– \| \| \| Kim Kyŏng-hŭi 1946– \| Kim Kyŏng-hŭi 1946– \| Kim Kyŏng-hŭi 1946– \| Kim Kyŏng-hŭi 1946– \| Kim Kyŏng-hŭi 1946– \| Kim Kyŏng-hŭi 1946– \| \| \| Jang Song-thaek 1946–2013 \| Jang Song-thaek 1946–2013 \| Jang Song-thaek 1946–2013 \| Jang Song-thaek 1946–2013 \| Jang Song-thaek 1946–2013 \| Jang Song-thaek 1946–2013 \| \| \| Kim Pyong-il 1954– \| Kim Pyong-il 1954– \| Kim Pyong-il 1954– \| Kim Pyong-il 1954– \| Kim Pyong-il 1954– \| Kim Pyong-il 1954– \| \| Kim Young-sook 1947– \| Kim Young-sook 1947– \| Kim Young-sook 1947– \| Kim Young-sook 1947– \| Kim Young-sook 1947– \| Kim Young-sook 1947– \| \| \| Song Hye-rim 1937–2002 \| Song Hye-rim 1937–2002 \| Song Hye-rim 1937–2002 \| Song Hye-rim 1937–2002 \| Song Hye-rim 1937–2002 \| Song Hye-rim 1937–2002 \| \| \| Kim Jong-il 1941[102]–2011 \| Kim Jong-il 1941[102]–2011 \| Kim Jong-il 1941[102]–2011 \| Kim Jong-il 1941[102]–2011 \| Kim Jong-il 1941[102]–2011 \| Kim Jong-il 1941[102]–2011 \| \| \| Ko Yong-hi ca. 1952–2004 \| Ko Yong-hi ca. 1952–2004 \| Ko Yong-hi ca. 1952–2004 \| Ko Yong-hi ca. 1952–2004 \| Ko Yong-hi ca. 1952–2004 \| Ko Yong-hi ca. 1952–2004 \| \| \| Kim Ok 1964– \| Kim Ok 1964– \| Kim Ok 1964– \| Kim Ok 1964– \| Kim Ok 1964– \| Kim Ok 1964– \| \| \| Kim Kyŏng-hŭi 1946– \| Kim Kyŏng-hŭi 1946– \| Kim Kyŏng-hŭi 1946– \| Kim Kyŏng-hŭi 1946– \| Kim Kyŏng-hŭi 1946– \| Kim Kyŏng-hŭi 1946– \| \| \| Jang Song-thaek 1946–2013 \| Jang Song-thaek 1946–2013 \| Jang Song-thaek 1946–2013 \| Jang Song-thaek 1946–2013 \| Jang Song-thaek 1946–2013 \| Jang Song-thaek 1946–2013 \| \| \| Kim Pyong-il 1954– \| Kim Pyong-il 1954– \| Kim Pyong-il 1954– \| Kim Pyong-il 1954– \| Kim Pyong-il 1954– \| Kim Pyong-il 1954– \| \| \| \| \| \| \| \| \| \| \| \| \| \| \| \| \| \| \| \| \| \| \| \| \| \| \| \| \| \| \| \| \| \| \| \| \| \| \| \| \| \| \| \| \| \| \| \| \| \| \| \| \| \| \| \| \| \| \| \| \| \| \| \| \| \| \| \| \| \| \| \| \| \| \| \| \| \| \| \| \| \| \| \| \| \| \| \| \| \| \| \| \| \| \| \| \| \| \| \| \| \| \| \| \| \| \| \| \| \| \| \| \| \| \| \| \| \| \| \| \| \| \| \| \| \| \| \| \| \| \| \| Kim Sol-song 1974– \| Kim Sol-song 1974– \| Kim Sol-song 1974– \| Kim Sol-song 1974– \| Kim Sol-song 1974– \| Kim Sol-song 1974– \| \| \| Kim Jong-nam 1971–2017 \| Kim Jong-nam 1971–2017 \| Kim Jong-nam 1971–2017 \| Kim Jong-nam 1971–2017 \| Kim Jong-nam 1971–2017 \| Kim Jong-nam 1971–2017 \| \| \| Kim Jong-chol 1981– \| Kim Jong-chol 1981– \| Kim Jong-chol 1981– \| Kim Jong-chol 1981– \| Kim Jong-chol 1981– \| Kim Jong-chol 1981– \| \| \| Kim Jong-un 1984[103]– \| Kim Jong-un 1984[103]– \| Kim Jong-un 1984[103]– \| Kim Jong-un 1984[103]– \| Kim Jong-un 1984[103]– \| Kim Jong-un 1984[103]– \| \| \| Ri Sol-ju 1989– \| Ri Sol-ju 1989– \| Ri Sol-ju 1989– \| Ri Sol-ju 1989– \| Ri Sol-ju 1989– \| Ri Sol-ju 1989– \| \| \| Kim Yo-jong 1987– \| Kim Yo-jong 1987– \| Kim Yo-jong 1987– \| Kim Yo-jong 1987– \| Kim Yo-jong 1987– \| Kim Yo-jong 1987– \| \| \| \| \| \| \| \| \| \| \| \| \| \| \| \| \| \| Kim Sol-song 1974– \| Kim Sol-song 1974– \| Kim Sol-song 1974– \| Kim Sol-song 1974– \| Kim Sol-song 1974– \| Kim Sol-song 1974– \| \| \| Kim Jong-nam 1971–2017 \| Kim Jong-nam 1971–2017 \| Kim Jong-nam 1971–2017 \| Kim Jong-nam 1971–2017 \| Kim Jong-nam 1971–2017 \| Kim Jong-nam 1971–2017 \| \| \| Kim Jong-chol 1981– \| Kim Jong-chol 1981– \| Kim Jong-chol 1981– \| Kim Jong-chol 1981– \| Kim Jong-chol 1981– \| Kim Jong-chol 1981– \| \| \| Kim Jong-un 1984[103]– \| Kim Jong-un 1984[103]– \| Kim Jong-un 1984[103]– \| Kim Jong-un 1984[103]– \| Kim Jong-un 1984[103]– \| Kim Jong-un 1984[103]– \| \| \| Ri Sol-ju 1989– \| Ri Sol-ju 1989– \| Ri Sol-ju 1989– \| Ri Sol-ju 1989– \| Ri Sol-ju 1989– \| Ri Sol-ju 1989– \| \| \| Kim Yo-jong 1987– \| Kim Yo-jong 1987– \| Kim Yo-jong 1987– \| Kim Yo-jong 1987– \| Kim Yo-jong 1987– \| Kim Yo-jong 1987– \| \| \| \| \| \| \| \| \| \| \| \| \| \| \| \| \| \| \| \| \| \| \| \| \| \| \| \| \| \| \| \| \| \| \| \| \| \| \| \| \| \| \| \| \| \| \| \| \| \| \| \| \| \| \| \| \| \| \| \| \| \| \| \| \| \| \| \| \| \| \| \| \| \| \| \| \| \| \| \| \| \| \| \| \| \| \| \| \| Kim Han-sol 1995– \| Kim Han-sol 1995– \| Kim Han-sol 1995– \| Kim Han-sol 1995– \| Kim Han-sol 1995– \| Kim Han-sol 1995– \| \| \| \| \| \| \| \| \| \| \| \| \| \| \| Kim Ju-ae ca. 2012– \| Kim Ju-ae ca. 2012– \| Kim Ju-ae ca. 2012– \| Kim Ju-ae ca. 2012– \| Kim Ju-ae ca. 2012– \| Kim Ju-ae ca. 2012– \| \| \| \| \| \| \| \| \| \| \| \| \| \| \| \| \| \| \| \| \| \| \| \| \| |                      |                      |                      |                      |                      |                    |                    |                        |                        |                        |                        |                        |                        |                        |                        |                        |                        |                       |                       |                       |                       |                     |                     |                          |                          |                          |                          |                          |                          |                        |                        |                        |                        |                         |                         |                         |                         |                         |                         |                       |                       |                        |                        |                        |                        |                        |                        |                           |                           |                           |                           |                           |                           |                       |                       |                       |                       |                       |                       |                    |                    |
| |                      |                      |                      |                      |                      |                    |                    |                        |                        |                        |                        |                        |                        |                        |                        |                        |                        |                       |                       |                       |                       |                     |                     |                          |                          |                          |                          |                          |                          |                        |                        |                        |                        | Kim Bo-hyon 1871–1955   |                         |                         |                         |                         |                         |                       |                       |                        |                        |                        |                        |                        |                        |                           |                           |                           |                           |                           |                           |                       |                       |                       |                       |                       |                       |                    |                    |
| |                      |                      |                      |                      |                      |                    |                    |                        |                        |                        |                        |                        |                        |                        |                        |                        |                        |                       |                       |                       |                       |                     |                     |                          |                          |                          |                          |                          |                          |                        |                        |                        |                        |                         |                         |                         |                         |                         |                         |                       |                       |                        |                        |                        |                        |                        |                        |                           |                           |                           |                           |                           |                           |                       |                       |                       |                       |                       |                       |                    |                    |
| |                      |                      |                      |                      |                      |                    |                    |                        |                        |                        |                        |                        |                        |                        |                        |                        |                        |                       |                       |                       |                       |                     |                     |                          |                          |                          |                          |                          |                          |                        |                        |                        |                        | Kim Hyong-jik 1894–1926 | Kim Hyong-jik 1894–1926 | Kim Hyong-jik 1894–1926 | Kim Hyong-jik 1894–1926 | Kim Hyong-jik 1894–1926 | Kim Hyong-jik 1894–1926 |                       |                       | Kang Pan-sok 1892–1932 | Kang Pan-sok 1892–1932 | Kang Pan-sok 1892–1932 | Kang Pan-sok 1892–1932 | Kang Pan-sok 1892–1932 | Kang Pan-sok 1892–1932 |                           |                           |                           |                           |                           |                           |                       |                       |                       |                       |                       |                       |                    |                    |
| |                      |                      |                      |                      |                      |                    |                    |                        |                        |                        |                        |                        |                        |                        |                        |                        |                        |                       |                       |                       |                       |                     |                     |                          |                          |                          |                          |                          |                          |                        |                        |                        |                        | Kim Hyong-jik 1894–1926 | Kim Hyong-jik 1894–1926 | Kim Hyong-jik 1894–1926 | Kim Hyong-jik 1894–1926 | Kim Hyong-jik 1894–1926 | Kim Hyong-jik 1894–1926 |                       |                       | Kang Pan-sok 1892–1932 | Kang Pan-sok 1892–1932 | Kang Pan-sok 1892–1932 | Kang Pan-sok 1892–1932 | Kang Pan-sok 1892–1932 | Kang Pan-sok 1892–1932 |                           |                           |                           |                           |                           |                           |                       |                       |                       |                       |                       |                       |                    |                    |
| |                      |                      |                      |                      |                      |                    |                    |                        |                        |                        |                        |                        |                        |                        |                        |                        |                        |                       |                       |                       |                       |                     |                     |                          |                          |                          |                          |                          |                          |                        |                        |                        |                        |                         |                         |                         |                         |                         |                         |                       |                       |                        |                        |                        |                        |                        |                        |                           |                           |                           |                           |                           |                           |                       |                       |                       |                       |                       |                       |                    |                    |
| |                      |                      |                      |                      |                      |                    |                    |                        |                        |                        |                        |                        |                        |                        |                        |                        |                        |                       |                       |                       |                       |                     |                     |                          |                          |                          |                          |                          |                          |                        |                        |                        |                        |                         |                         |                         |                         |                         |                         |                       |                       |                        |                        |                        |                        |                        |                        |                           |                           |                           |                           |                           |                           |                       |                       |                       |                       |                       |                       |                    |                    |
| |                      |                      |                      |                      |                      |                    |                    |                        |                        |                        |                        |                        |                        |                        |                        |                        |                        |                       |                       |                       |                       |                     |                     |                          |                          |                          |                          |                          |                          | Kim Jong-suk 1917–1949 | Kim Jong-suk 1917–1949 | Kim Jong-suk 1917–1949 | Kim Jong-suk 1917–1949 | Kim Jong-suk 1917–1949  | Kim Jong-suk 1917–1949  |                         |                         | Kim Il-sung 1912–1994   | Kim Il-sung 1912–1994   | Kim Il-sung 1912–1994 | Kim Il-sung 1912–1994 | Kim Il-sung 1912–1994  | Kim Il-sung 1912–1994  |                        |                        | Kim Song-ae 1924–2014  | Kim Song-ae 1924–2014  | Kim Song-ae 1924–2014     | Kim Song-ae 1924–2014     | Kim Song-ae 1924–2014     | Kim Song-ae 1924–2014     |                           |                           | Kim Yŏng-ju 1920–2021 | Kim Yŏng-ju 1920–2021 | Kim Yŏng-ju 1920–2021 | Kim Yŏng-ju 1920–2021 | Kim Yŏng-ju 1920–2021 | Kim Yŏng-ju 1920–2021 |                    |                    |
| |                      |                      |                      |                      |                      |                    |                    |                        |                        |                        |                        |                        |                        |                        |                        |                        |                        |                       |                       |                       |                       |                     |                     |                          |                          |                          |                          |                          |                          | Kim Jong-suk 1917–1949 | Kim Jong-suk 1917–1949 | Kim Jong-suk 1917–1949 | Kim Jong-suk 1917–1949 | Kim Jong-suk 1917–1949  | Kim Jong-suk 1917–1949  |                         |                         | Kim Il-sung 1912–1994   | Kim Il-sung 1912–1994   | Kim Il-sung 1912–1994 | Kim Il-sung 1912–1994 | Kim Il-sung 1912–1994  | Kim Il-sung 1912–1994  |                        |                        | Kim Song-ae 1924–2014  | Kim Song-ae 1924–2014  | Kim Song-ae 1924–2014     | Kim Song-ae 1924–2014     | Kim Song-ae 1924–2014     | Kim Song-ae 1924–2014     |                           |                           | Kim Yŏng-ju 1920–2021 | Kim Yŏng-ju 1920–2021 | Kim Yŏng-ju 1920–2021 | Kim Yŏng-ju 1920–2021 | Kim Yŏng-ju 1920–2021 | Kim Yŏng-ju 1920–2021 |                    |                    |
| |                      |                      |                      |                      |                      |                    |                    |                        |                        |                        |                        |                        |                        |                        |                        |                        |                        |                       |                       |                       |                       |                     |                     |                          |                          |                          |                          |                          |                          |                        |                        |                        |                        |                         |                         |                         |                         |                         |                         |                       |                       |                        |                        |                        |                        |                        |                        |                           |                           |                           |                           |                           |                           |                       |                       |                       |                       |                       |                       |                    |                    |
| |                      |                      |                      |                      |                      |                    |                    |                        |                        |                        |                        |                        |                        |                        |                        |                        |                        |                       |                       |                       |                       |                     |                     |                          |                          |                          |                          |                          |                          |                        |                        |                        |                        |                         |                         |                         |                         |                         |                         |                       |                       |                        |                        |                        |                        |                        |                        |                           |                           |                           |                           |                           |                           |                       |                       |                       |                       |                       |                       |                    |                    |
| |                      |                      |                      |                      |                      |                    |                    |                        |                        |                        |                        |                        |                        |                        |                        |                        |                        |                       |                       |                       |                       |                     |                     |                          |                          |                          |                          |                          |                          |                        |                        |                        |                        |                         |                         |                         |                         |                         |                         |                       |                       |                        |                        |                        |                        |                        |                        |                           |                           |                           |                           |                           |                           |                       |                       |                       |                       |                       |                       |                    |                    |
| |                      |                      |                      |                      |                      |                    |                    |                        |                        |                        |                        |                        |                        |                        |                        |                        |                        |                       |                       |                       |                       |                     |                     |                          |                          |                          |                          |                          |                          |                        |                        |                        |                        |                         |                         |                         |                         |                         |                         |                       |                       |                        |                        |                        |                        |                        |                        |                           |                           |                           |                           |                           |                           |                       |                       |                       |                       |                       |                       |                    |                    |
| Kim Young-sook 1947– | Kim Young-sook 1947– | Kim Young-sook 1947– | Kim Young-sook 1947– | Kim Young-sook 1947– | Kim Young-sook 1947– |                    |                    | Song Hye-rim 1937–2002 | Song Hye-rim 1937–2002 | Song Hye-rim 1937–2002 | Song Hye-rim 1937–2002 | Song Hye-rim 1937–2002 | Song Hye-rim 1937–2002 |                        |                        | Kim Jong-il 1941–2011  | Kim Jong-il 1941–2011  | Kim Jong-il 1941–2011 | Kim Jong-il 1941–2011 | Kim Jong-il 1941–2011 | Kim Jong-il 1941–2011 |                     |                     | Ko Yong-hi ca. 1952–2004 | Ko Yong-hi ca. 1952–2004 | Ko Yong-hi ca. 1952–2004 | Ko Yong-hi ca. 1952–2004 | Ko Yong-hi ca. 1952–2004 | Ko Yong-hi ca. 1952–2004 |                        |                        | Kim Ok 1964–           | Kim Ok 1964–           | Kim Ok 1964–            | Kim Ok 1964–            | Kim Ok 1964–            | Kim Ok 1964–            |                         |                         | Kim Kyŏng-hŭi 1946–   | Kim Kyŏng-hŭi 1946–   | Kim Kyŏng-hŭi 1946–    | Kim Kyŏng-hŭi 1946–    | Kim Kyŏng-hŭi 1946–    | Kim Kyŏng-hŭi 1946–    |                        |                        | Jang Song-thaek 1946–2013 | Jang Song-thaek 1946–2013 | Jang Song-thaek 1946–2013 | Jang Song-thaek 1946–2013 | Jang Song-thaek 1946–2013 | Jang Song-thaek 1946–2013 |                       |                       | Kim Pyong-il 1954–    | Kim Pyong-il 1954–    | Kim Pyong-il 1954–    | Kim Pyong-il 1954–    | Kim Pyong-il 1954– | Kim Pyong-il 1954– |
| Kim Young-sook 1947– | Kim Young-sook 1947– | Kim Young-sook 1947– | Kim Young-sook 1947– | Kim Young-sook 1947– | Kim Young-sook 1947– |                    |                    | Song Hye-rim 1937–2002 | Song Hye-rim 1937–2002 | Song Hye-rim 1937–2002 | Song Hye-rim 1937–2002 | Song Hye-rim 1937–2002 | Song Hye-rim 1937–2002 |                        |                        | Kim Jong-il 1941–2011  | Kim Jong-il 1941–2011  | Kim Jong-il 1941–2011 | Kim Jong-il 1941–2011 | Kim Jong-il 1941–2011 | Kim Jong-il 1941–2011 |                     |                     | Ko Yong-hi ca. 1952–2004 | Ko Yong-hi ca. 1952–2004 | Ko Yong-hi ca. 1952–2004 | Ko Yong-hi ca. 1952–2004 | Ko Yong-hi ca. 1952–2004 | Ko Yong-hi ca. 1952–2004 |                        |                        | Kim Ok 1964–           | Kim Ok 1964–           | Kim Ok 1964–            | Kim Ok 1964–            | Kim Ok 1964–            | Kim Ok 1964–            |                         |                         | Kim Kyŏng-hŭi 1946–   | Kim Kyŏng-hŭi 1946–   | Kim Kyŏng-hŭi 1946–    | Kim Kyŏng-hŭi 1946–    | Kim Kyŏng-hŭi 1946–    | Kim Kyŏng-hŭi 1946–    |                        |                        | Jang Song-thaek 1946–2013 | Jang Song-thaek 1946–2013 | Jang Song-thaek 1946–2013 | Jang Song-thaek 1946–2013 | Jang Song-thaek 1946–2013 | Jang Song-thaek 1946–2013 |                       |                       | Kim Pyong-il 1954–    | Kim Pyong-il 1954–    | Kim Pyong-il 1954–    | Kim Pyong-il 1954–    | Kim Pyong-il 1954– | Kim Pyong-il 1954– |
| |                      |                      |                      |                      |                      |                    |                    |                        |                        |                        |                        |                        |                        |                        |                        |                        |                        |                       |                       |                       |                       |                     |                     |                          |                          |                          |                          |                          |                          |                        |                        |                        |                        |                         |                         |                         |                         |                         |                         |                       |                       |                        |                        |                        |                        |                        |                        |                           |                           |                           |                           |                           |                           |                       |                       |                       |                       |                       |                       |                    |                    |
| |                      |                      |                      |                      |                      |                    |                    |                        |                        |                        |                        |                        |                        |                        |                        |                        |                        |                       |                       |                       |                       |                     |                     |                          |                          |                          |                          |                          |                          |                        |                        |                        |                        |                         |                         |                         |                         |                         |                         |                       |                       |                        |                        |                        |                        |                        |                        |                           |                           |                           |                           |                           |                           |                       |                       |                       |                       |                       |                       |                    |                    |
| |                      |                      |                      | Kim Sol-song 1974–   | Kim Sol-song 1974–   | Kim Sol-song 1974– | Kim Sol-song 1974– | Kim Sol-song 1974–     | Kim Sol-song 1974–     |                        |                        | Kim Jong-nam 1971–2017 | Kim Jong-nam 1971–2017 | Kim Jong-nam 1971–2017 | Kim Jong-nam 1971–2017 | Kim Jong-nam 1971–2017 | Kim Jong-nam 1971–2017 |                       |                       | Kim Jong-chol 1981–   | Kim Jong-chol 1981–   | Kim Jong-chol 1981– | Kim Jong-chol 1981– | Kim Jong-chol 1981–      | Kim Jong-chol 1981–      |                          |                          | Kim Jong-un 1984–        | Kim Jong-un 1984–        | Kim Jong-un 1984–      | Kim Jong-un 1984–      | Kim Jong-un 1984–      | Kim Jong-un 1984–      |                         |                         | Ri Sol-ju 1989–         | Ri Sol-ju 1989–         | Ri Sol-ju 1989–         | Ri Sol-ju 1989–         | Ri Sol-ju 1989–       | Ri Sol-ju 1989–       |                        |                        | Kim Yo-jong 1987–      | Kim Yo-jong 1987–      | Kim Yo-jong 1987–      | Kim Yo-jong 1987–      | Kim Yo-jong 1987–         | Kim Yo-jong 1987–         |                           |                           |                           |                           |                       |                       |                       |                       |                       |                       |                    |                    |
| |                      |                      |                      | Kim Sol-song 1974–   | Kim Sol-song 1974–   | Kim Sol-song 1974– | Kim Sol-song 1974– | Kim Sol-song 1974–     | Kim Sol-song 1974–     |                        |                        | Kim Jong-nam 1971–2017 | Kim Jong-nam 1971–2017 | Kim Jong-nam 1971–2017 | Kim Jong-nam 1971–2017 | Kim Jong-nam 1971–2017 | Kim Jong-nam 1971–2017 |                       |                       | Kim Jong-chol 1981–   | Kim Jong-chol 1981–   | Kim Jong-chol 1981– | Kim Jong-chol 1981– | Kim Jong-chol 1981–      | Kim Jong-chol 1981–      |                          |                          | Kim Jong-un 1984–        | Kim Jong-un 1984–        | Kim Jong-un 1984–      | Kim Jong-un 1984–      | Kim Jong-un 1984–      | Kim Jong-un 1984–      |                         |                         | Ri Sol-ju 1989–         | Ri Sol-ju 1989–         | Ri Sol-ju 1989–         | Ri Sol-ju 1989–         | Ri Sol-ju 1989–       | Ri Sol-ju 1989–       |                        |                        | Kim Yo-jong 1987–      | Kim Yo-jong 1987–      | Kim Yo-jong 1987–      | Kim Yo-jong 1987–      | Kim Yo-jong 1987–         | Kim Yo-jong 1987–         |                           |                           |                           |                           |                       |                       |                       |                       |                       |                       |                    |                    |
| |                      |                      |                      |                      |                      |                    |                    |                        |                        |                        |                        |                        |                        |                        |                        |                        |                        |                       |                       |                       |                       |                     |                     |                          |                          |                          |                          |                          |                          |                        |                        |                        |                        |                         |                         |                         |                         |                         |                         |                       |                       |                        |                        |                        |                        |                        |                        |                           |                           |                           |                           |                           |                           |                       |                       |                       |                       |                       |                       |                    |                    |
| |                      |                      |                      |                      |                      |                    |                    |                        |                        |                        |                        | Kim Han-sol 1995–      | Kim Han-sol 1995–      | Kim Han-sol 1995–      | Kim Han-sol 1995–      | Kim Han-sol 1995–      | Kim Han-sol 1995–      |                       |                       |                       |                       |                     |                     |                          |                          |                          |                          |                          |                          |                        |                        | Kim Ju-ae ca. 2012–    | Kim Ju-ae ca. 2012–    | Kim Ju-ae ca. 2012–     | Kim Ju-ae ca. 2012–     | Kim Ju-ae ca. 2012–     | Kim Ju-ae ca. 2012–     |                         |                         |                       |                       |                        |                        |                        |                        |                        |                        |                           |                           |                           |                           |                           |                           |                       |                       |                       |                       |                       |                       |                    |                    |

## Trivia
Im November 2012 kürte die US-amerikanische Satirezeitschrift The Onion Kim Jong-un zum „Sexiest Man Alive“. Die chinesische Parteizeitung People’s Daily übernahm diese Darstellung, gratulierte Kim zur Auszeichnung und stellte eine ausführliche Fotostrecke online.
Am 26. Februar 2013 traf Kim Jong-un den Ex-NBA-Star Dennis Rodman, der Kim als „Freund fürs Leben“ bezeichnete.
Nachdem der Friseur Mo Nabbach in London ein Plakat im Schaufenster mit dem Porträt Kim Jong-uns und der Unterschrift Bad hair day? ausgestellt hatte, wurde er am 14. April 2014 von mehreren Angestellten der nahegelegenen nordkoreanischen Botschaft aufgesucht, die ihn nötigten, das selbstentworfene Werbeplakat wieder abzunehmen, und mit rechtlichen Schritten drohten.
Ende 2014 wurde Kim in der US-amerikanischen Komödie The Interview parodiert.
Kim soll 17 Paläste in ganz Nordkorea, über 100 (hauptsächlich europäische) Luxusautos, einen Privatjet und eine 30-Meter-Yacht besitzen. Nach seinem Besuch bei Kim Jong-un beschrieb Dennis Rodman dessen Privatinsel folgendermaßen: „Es ist wie Hawaii oder Ibiza, aber er ist der Einzige, der dort lebt.“

## Veröffentlichungen
- Kim Jong Un: Den großen Genossen Kim Jong Il als ewigen Generalsekretär unserer Partei hoch verehren und das koreanische revolutionäre Werk hervorragend vollenden. Verlag für fremdsprachige Literatur, Pyongyang 2012.
- Kim Jong Un: Über die Herbeiführung einer revolutionären Wende bei der Landespflege gemäß den Erfordernissen des Aufbaus eines mächtigen sozialistischen Staates. Pyongyang: Verlag für fremdsprachige Literatur, 2012.
- Der große Genosse Kim Il Sung ist der ewige Führer unserer Partei und unseres Volkes. (PDF; 109 KB). Erschienen auf naenara.com. sowie Auszüge in: Die Rote Fahne. Zentralorgan der Kommunistischen Partei Deutschlands, Oktober 2012, S. 3.
- Kim Jong Un: Schlussansprache auf der Märztagung des ZK der PdAK im Jahr 2013. Verlag für fremdsprachige Literatur, Pyongyang 2014.
- Kim Jun Hyok, Om Hyang Sim, Kim Ji Ho, Chae Kum Ok: Marschall Kim Jong Un im Jahr 2012. Verlag für fremdsprachige Literatur, Pyongyang 2014, ISBN 978-9946-0-1065-6.